# 堀雅貴
堀雅貴（ほり まさたか、1985年2月17日 - ）は、日本のマンドリニストである（マンドリン、マンドラ、マンドロンチェロ）。東京都出身。

## 来歴
明治大学付属明治中学校にてマンドリンに出会う。高校入学と同時にKubota Musik Akademieに入室。マンドリン・指揮法・和声学を久保田孝に師事。明治大学法学部在学中に2年連続で学部長奨励賞を授与される。
平成23年度文化庁新進芸術家海外研修員としてドイツ・ザールブリュッケンに留学。Juan-Carlos Muñozにマンドリンを師事。2014年第10回ラファエレ・カラーチェ国際マンドリン独奏コンクール第1位。大髙清美にジャズ理論・即興演奏を師事。ミルクール（フランス）にて行われたフェスティバル「Rencontres Pince-Cordes 2011」、「神戸国際音楽祭2013」「サントリー芸術財団サマーフェスティバル2015」等、国内外の音楽祭・コンサートにソリストとして出演。2018年にmimi duo（Gt.Duncan Gardiner Pf.Setsu Masuda）と共にオーストラリアツアーを開催し、その様子は現地のメディアに取り上げられる。
2009年にユニバーサルミュージックよりCDデビュー。NHK『ミュージック・ガーデン』『J-MELO』『映画音楽に乾杯！』やJ-WAVE『Classy Café』等に出演。2013年自身のマンドリンアンサンブル「EUPHORIA」を立ち上げ、CDをリリース。指揮のほか作・編曲も手がける。また、作曲家・ピアニスト幡田賢彦とのライブ活動からの展開で、ベースの鳴瀬喜博(Casiopea 3rd)、ドラムス・パーカッションの中沢剛とともに「Mandolicks」を結成。2015年からはプロデューサーとしてコンサートシリーズ「Il Mandolino Giapponese –もう一つのイタリア文化」を主催。落合マンドリン「S-Hシリーズ」監修。OPTIMA社エンドーサー。

## ディスコグラフィ

### CD
|                                        | リリース日     | タイトル                                                  | 品番      |
| -------------------------------------- | -------------- | --------------------------------------------------------- | --------- |
| 作品集                                 | 2019年12月21日 | 【Bouquet – 堀雅貴作品集1】                               | MAND-03   |
| マンドリンソロ（Classical）            | 2015年10月22日 | 【PRELUDIO】                                              | PMO-2002  |
| マンドリンソロ（Classical）            | 2020年12月8日  | 【田中常彦の生涯】                                        | MAND-04   |
| MANDOLICKS（フュージョンバンド）       | 2017年12月24日 | 【Mandolicks】                                            | MAND-01   |
| EUPHORIA（主宰マンドリンアンサンブル） | 2014年2月17日  | 【EUPHORIA】                                              | PMO-2001  |
| EUPHORIA（主宰マンドリンアンサンブル） | 2017年2月17日  | 【Mandolin Ensemble EUPHORIA 第1回演奏会 LIVE CD】        |           |
| EUPHORIA（主宰マンドリンアンサンブル） | 2019年12月3日  | 【Guild x EUPHORIA ジョイントコンサート京都公演 LIVE CD】 | MAND-02   |
| その他                                 | 2009年10月10日 | 【プラネット・スピリタ】                                  | UCCY-1010 |
| その他                                 | 2011年7月      | 【Mandolinspirits】                                       | JYOZ-2002 |

### 作曲作品
- Op.1 We with you a Merry Christmasの主題による変奏曲
- Op.2 Blessing→Fest Walzerに改名
- Op.3 Fest Walzer for Mandolin Orchestra
- Op.4 凍星を見上げて
- Op.5 Acqua
- Op.6 Euphoria
- Op.7 Mint Condition!（Cafe Cafe Mandolin 泊りと一緒に）
- Op.8 水の旅路 Acquavoyage（CD書き下ろし）
- Op.9 Sincerely Yours,（献呈：山田淳也・素子）
- Op.10 アルモリカの伝承 - L'esprit de Bretagne -（ブルターニュ地方にて）
- Op.11 Mandolicks（Revised:2015）
- Op.12 Remembrance
- Op.13 at home(Chez nous)（献呈：Greiner一家）
- Op.14 Promenade -川沿いの散歩道-
- Op.15 祈り（共作:幡田賢彦）
- Op.16 序奏とロンド（平成23年度文化庁新進芸術家海外研修制度提出作品）
- Op.17 Los geht's!
- Op.18 Splendors（献呈：獨協大学学友会マンドリンクラブ　初演：第83回定期演奏会）
- Op.19 Acquadanza（柴田高明＆堀雅貴 Duo Concertの為に。初稿5/11 Wien）
- Op.20 花ぐるま（献呈：笹川慶太）
- Op.21 Sweet Basil（サマーセミナー2015 講師コンサートの為に）
- Op.22 Every Moment Has Its Music（献呈：獨協大学学友会マンドリンクラブ　初演：第87回定期演奏会）
- Op.23 METROPOLIS（委嘱初演：第2回マンドロンチェロの集い 7月2日めぐろパーシモン）
- Op.24 野花のダイアリー - 2つのマンドリンの為の組曲

1. 1mov.ハルジオンの夢
2. 2mov.ツユクサの小径
3. 3mov.オミナエシの空
4. 4mov.スノードロップの光

（献呈：児嶋絢子　初演：Vorfrühligskonzert2017 3/17,絃楽器のイグチインストアライヴ マンドリンミニコンサート 7/9,トレモロサロン2017 11/23,イケガク冬祭り2017インストアライブ12/16）
- Op.25 Remembrance2（MLC2017年11月号書き下ろし）
- Op.26 Remembrance3（MLC2018年3月号書き下ろし）
- Op.27 未発表曲
- Op.28 Primrose（委嘱初演：富山大学医学部薬学部マンドリンクラブ第40回記念定期演奏会）
- Op.29 Bouquet（献呈：平山豊・美穂）
- Op.30 Blue Moment（委嘱初演：第3回マンドロンチェロの集い 7月14日めぐろパーシモン）
- Op.31 セレーノの空に Cielo Sereno（委嘱初演：静岡マンドリン愛好会第45回定期演奏会 9/28）
- Op.32 Silom Line

### 書籍
- マンドリン演奏テーマ別攻略法 （リディア電子書店） Vol.1
- マンドリン演奏テーマ別攻略法 （リディア電子書店） Vol.2